# Тель-Авів — Савідор-Мерказ
Станція Тель-Авів Савідор Мерказ (івр. ‏התחנה המרכזית החדשה‏‎‎) — центральна залізнична станція Тель-Авіва (Ізраїль). Є найбільшою і найстарішою станцією міста.
Названа на честь Менахема Савідора (1917—1988), який обіймав в 1954—1964 роках посаду генерального директора Ізраїльські залізниці, а потім члена Кнесету і спікера кнесету. Савідор відкрив центральну станцію Тель-Авіва незабаром після того, як вступив на посаду, і помер через кілька місяців після того, як станція була знову відкрита після реконструкції.
В середньому пасажиропотік сягає близько 50 тисяч осіб на добу. Площа терміналу — понад тисячу квадратних метрів. Вокзал пов'язує станцію з мостом, має вихід до комплексу Алмазної біржі в Рамат-Гані і в північні райони Тель-Авіва.
Поруч розташована автобусна станція «Terminal 2000» (також відома як Савідор або Арлозоров).